# Andrea Ros
Andrea Ros (Tarrasa, Barcelona, 3 de mayo de 1993) es una actriz española de cine, teatro y televisión.

## Biografía
Empezó su carrera con pequeños papeles en series de televisión en Cataluña, y también participando en diversas obras de teatro y cortos.
Su primera gran oportunidad la tuvo cuando fue presentada por la Directora de Casting Laura Cepeda para participar en la película Salvador (Puig Antich) de Manuel Huerga  interpretando a Merçona, una de las hermanas del protagonista. Desde 2006 hasta 2007 formó parte del reparto recurrente de la serie de TV3 Mar de fons, donde interpretó a Sílvia Fuster. En 2008 participó en la miniserie Cazadores de Hombres y en la serie juvenil El Internado, ambas producciones de Antena 3. En 2009 participó en la película de terror de Jaume Balagueró [REC]2, donde interpretó a Mire.
En 2010 se unió a la novena temporada de la serie Los hombres de Paco como personaje recurrente. Además, también protagonizó la película El diario de Carlota de José Manuel Carrasco.
En 2011 estrenó la serie Punta Escarlata de Cuatro, y también se une al reparto de la serie de comedia BuenAgente de La Sexta, en emisión durante dos temporadas.
Durante los dos años siguientes participó en diversas producciones cinematográficas. Formó parte del reparto de las películas La fría luz del día de Mabrouk El Mechri, Tengo ganas de ti de Fernando González Molina, Menú degustación de Roger Gual, Al final todos mueren y Pixel Theory.
También en 2013 se subió a las tablas con el musical de Javier Calvo y Javier Ambrossi La Llamada, que protagonizó junto a Macarena García durante las dos primeras temporadas de la obra.
En 2015 se incorporó a la décima temporada del serial de sobremesa Amar es para siempre de Antena 3, donde interpreta a Beatriz Arratia. También ese año estrenó la primera temporada de la serie Mar de Plástico dando vida a Mar Sánchez.
En octubre de 2016, durante el festival de cine fantástico de Sitges, estrenó la película La sexta alumna, un drama de terror rodado íntegramente con un Iphone 6.
En julio de 2018 denunció que el director del Teatre Lliure, Lluís Pasqual, le había gritado y la había ridiculizado en un ensayo. La polémica levantada en las redes sociales provocó la dimisión de Lluís Pasqual.
Mismo año protagoniza la serie "Si no t'hagués conegut" ("Si no te hubiera conocido" en castellano, "If I hadn't met you" en inglés) emitida en televisión catalana por la cadena TV3 desde el 15 de octubre de 2018 hasta el 17 de diciembre de 2018. Es una idea original de Sergi Belbel, producida por Diagonal TV en colaboración con TV3 y protagonizada en los papeles principales por Pablo Derqui, Andrea Ros y Mercedes Sampietro. 
llegó a Netflix el 15 de marzo de 2019 como una nueva apuesta de la compañía, con una temática muy parecida a lo que fue la serie alemana "Dark", viajes en el tiempo e interdimensionales para cambiar lo equivocado.

## Filmografía

### Televisión
- El cor de la ciutat, como Teresa (de joven), dos episodios (2004)
- Mar de fons, como Silvia Fuster (2006-2007)
- Cazadores de hombres, como Ariadna, dos episodios: Operación Ojos Cerrados (1ª y 2ª parte)  (2008)
- El internado, como María Almagro (etapa joven), tres episodios (2008-2009)
- Águila Roja, como Blanca (2010)
- Los hombres de Paco, como Adela (2010)
- Aída, como Begoña, un episodio: La loca, loca historia de la bola loca (2010)
- BuenAgente, como Natalia "Nata" Bermejo (2011)
- Punta Escarlata, como Victoria "Vicky" Picazo (2011)
- Con el culo al aire, como Raquel, un episodio (2014)
- Amar es para siempre, como Beatriz Arratia (2015)
- Mar de plástico, como María del Mar "Mar" Sánchez Almunia (2015)
- Si no t'hagués conegut, como Elisa (2018)
- Zorras, como Alicia (2023)
- Terror y feria (1 episodio)

### Largometrajes
| Año  | Título                                     | Personaje           | Director                                                                           |
| ---- | ------------------------------------------ | ------------------- | ---------------------------------------------------------------------------------- |
| 2006 | Salvador (Puig Antich)                     | Merçona             | Manuel Huerga                                                                      |
| 2009 | REC 2                                      | Mire                | Jaume Balagueró, Paco Plaza                                                        |
| 2010 | El diario de Carlota                       | Carlota             | José Manuel Carrasco                                                               |
| 2012 | La fría luz del día                        | Chica universitaria | Mabrouk El Mechri                                                                  |
| 2012 | Tengo ganas de ti                          | Julia               | Fernando González Molina                                                           |
| 2013 | Menú degustación                           | Paula               | Roger Gual                                                                         |
| 2013 | Al final todos mueren                      | Cris                | Pablo Vara, Roberto Pérez Toledo, David Galán Galindo, Javier Fesser, Javier Botet |
| 2015 | La final                                   | Andrea              | Valerio Boserman                                                                   |
| 2016 | La sexta alumna                            | Mina                | Benja de la Rosa                                                                   |
| 2017 | Es por tu bien                             | Sarai               | Carlos Therón                                                                      |
| 2017 | Las leyes de la termodinámica              | Alba                | Mateo Gil                                                                          |
| 2019 | ¿A quién te llevarías a una isla desierta? | Celeste             | Jota Linares                                                                       |
| 2021 | A mil kilómetros de la Navidad             | Paula               | Álvaro Fernández Armero                                                            |
| 2023 | Traición Santa                             | Kate Thompson       | Álex de la Iglesia                                                                 |

### Cortometrajes
- Hannah o Miley (2012), de Álvaro Aránguez.
- 8 (2011), de Raúl Cerezo.
- La noche rota (2011), de Diego Betancor.
- Vico Bergman (2017), Chechu León y Diego Pérez.

### Teatro
- Tirant lo Blanc - Dir. Montse Sala
- Divinas palabras - Dir. Montse Sala
- Conte saharaui - Dir. Montse Sala
- La sireneta - Dir. Montse Sala
- Un fantasma - Dir. Nyusca Gorenko
- El labrador de más aire - Dir. Miguel Hernández
- La princesa que dormía - Dir. Montse Sala
- El drac de Sant Jordi - Dir. Montse Sala
- Planeta Gómez Kaminsky - Dir. Álvaro Aránguez
- La llamada - Dir. Javier Ambrossi y Javier Calvo
- Un enemic del poble- Dir. Miguel del Arco
- L'Onada - Marc Montserrat Drukker
- El rey Lear- Dir. Lluis Pasquall
- El Temps que Estiguesim Junts - Dir. Pablo Messiez